# Premi Oscar 2002
La 74ª edizione della cerimonia di premiazione dei Premi Oscar si è tenuta il 24 marzo 2002 a Los Angeles, per la prima volta al Kodak Theatre. La conduttrice della serata è stata l'attrice statunitense Whoopi Goldberg.
Le nomination dei film in concorso - che, in base al regolamento, sono stati immessi sul circuito cinematografico nell'anno precedente, il 2001 - erano state rese pubbliche il 12 febbraio 2002.

## Vincitori e candidati
Vengono di seguito indicati in grassetto i vincitori. Dove ricorrente e disponibile, viene indicato il titolo in lingua italiana e quello in lingua originale tra parentesi.

### Miglior film
- A Beautiful Mind, regia di Ron Howard
- In the Bedroom, regia di Todd Field
- Il Signore degli Anelli - La Compagnia dell'Anello (The Lord of the Rings: The Fellowship of the Ring), regia di Peter Jackson
- Moulin Rouge!, regia di Baz Luhrmann
- Gosford Park, regia di Robert Altman

### Miglior regia
- Ron Howard - A Beautiful Mind
- Robert Altman - Gosford Park
- Peter Jackson - Il Signore degli Anelli - La Compagnia dell'Anello (The Lord of the Rings: The Fellowship of the Ring)
- David Lynch - Mulholland Drive (Mulholland Dr.)
- Ridley Scott - Black Hawk Down - Black Hawk abbattuto (Black Hawk Down)

### Miglior attore protagonista
- Denzel Washington - Training Day
- Russell Crowe - A Beautiful Mind
- Sean Penn - Mi chiamo Sam (I Am Sam)
- Will Smith - Alì
- Tom Wilkinson - In the Bedroom

### Miglior attrice protagonista
- Halle Berry - Monster's Ball - L'ombra della vita (Monster's Ball)
- Judi Dench - Iris - Un amore vero (Iris)
- Nicole Kidman - Moulin Rouge!
- Sissy Spacek - In the Bedroom
- Renée Zellweger - Il diario di Bridget Jones (Bridget Jones's Diary)

### Miglior attore non protagonista
- Jim Broadbent - Iris - Un amore vero (Iris)
- Ethan Hawke - Training Day
- Ben Kingsley - Sexy Beast - L'ultimo colpo della bestia (Sexy Beast)
- Ian McKellen - Il Signore degli Anelli - La Compagnia dell'Anello (The Lord of the Rings: The Fellowship of the Ring)
- Jon Voight - Alì

### Miglior attrice non protagonista
- Jennifer Connelly - A Beautiful Mind
- Helen Mirren - Gosford Park
- Maggie Smith - Gosford Park
- Marisa Tomei - In the Bedroom
- Kate Winslet - Iris - Un amore vero (Iris)

### Miglior sceneggiatura non originale
- Akiva Goldsman - A Beautiful Mind
- Daniel Clowes e Terry Zwigoff - Ghost World
- Rob Festinger e Todd Field - In the Bedroom
- Fran Walsh, Philippa Boyens e Peter Jackson - Il Signore degli Anelli - La Compagnia dell'Anello (The Lord of the Rings: The Fellowship of the Ring)
- Ted Elliott, Terry Rossio, Joe Stillman e Roger S.H. Schulman - Shrek

### Miglior sceneggiatura originale
- Julian Fellowes - Gosford Park
- Wes Anderson e Owen Wilson - I Tenenbaum (The Royal Tenenbaums)
- Jean-Pierre Jeunet e Guillaume Laurant - Il favoloso mondo di Amélie (Le Fabuleux destin d'Amélie Poulain)
- Christopher Nolan - Memento
- Milo Addica e Will Rokos - Monster's Ball - L'ombra della vita (Monster's Ball)

### Miglior film straniero
- No Man's Land, regia di Danis Tanović (Bosnia)
- Elling, regia di Petter Næss (Norvegia)
- Lagaan - C'era una volta in India (Lagaan: Once Upon a Time in India), regia di Ashutosh Gowariker (India)
- Il figlio della sposa (El hijo de la novia), regia di Juan José Campanella (Argentina)
- Il favoloso mondo di Amélie (Le Fabuleux destin d'Amélie Poulain) di Jean-Pierre Jeunet (Francia)

### Miglior film d'animazione
- Shrek, regia di Andrew Adamson, Vicky Jenson
- Monsters & Co. (Monsters, Inc.), regia di Peter Docter
- Jimmy Neutron - Ragazzo prodigio (Jimmy Neutron: Boy Genius), regia di John A. Davis

### Miglior fotografia
- Andrew Lesnie - Il Signore degli Anelli - La Compagnia dell'Anello (The Lord of the Rings: The Fellowship of the Ring)
- Bruno Delbonnel - Il favoloso mondo di Amélie (Le Fabuleux destin d'Amélie Poulain)
- Sławomir Idziak - Black Hawk Down - Black Hawk abbattuto (Black Hawk Down)
- Roger Deakins - L'uomo che non c'era (The Man Who Wasn't There)
- Donald McAlpine - Moulin Rouge!

### Miglior scenografia
- Catherine Martin e Brigitte Broch - Moulin Rouge!
- Aline Bonetto e Marie-Laure Valla - Il favoloso mondo di Amélie (Le Fabuleux destin d'Amélie Poulain)
- Stephen Altman e Anna Pinnock - Gosford Park
- Stuart Craig e Stephenie McMillan - Harry Potter e la pietra filosofale (Harry Potter and the Sorcerer's Stone)
- Grant Major e Dan Hennah - Il Signore degli Anelli - La Compagnia dell'Anello (The Lord of the Rings: The Fellowship of the Ring)

### Migliori costumi
- Catherine Martin e Angus Strathie - Moulin Rouge!
- Milena Canonero - L'intrigo della collana (The Affair of the Necklace)
- Jenny Beavan - Gosford Park
- Judianna Makovsky - Harry Potter e la pietra filosofale (Harry Potter and the Sorcerer's Stone)
- Ngila Dickson e Richard Taylor - Il Signore degli Anelli - La Compagnia dell'Anello (The Lord of the Rings: The Fellowship of the Ring)

### Miglior trucco
- Peter Owen e Richard Taylor - Il Signore degli Anelli - La Compagnia dell'Anello (The Lord of the Rings: The Fellowship of the Ring)
- Greg Cannom e Colleen Callaghan - A Beautiful Mind
- Maurizio Silvi e Aldo Signoretti - Moulin Rouge!

### Migliori effetti speciali
- Jim Rygiel, Randall William Cook, Richard Taylor e Mark Stetson - Il Signore degli Anelli - La Compagnia dell'Anello (The Lord of the Rings: The Fellowship of the Ring)
- Dennis Muren, Scott Farrar, Stan Winston e Michael Lantieri - A.I. - Intelligenza artificiale (A.I. Artificial Intelligence)
- Eric Brevig, John Frazier, Ed Hirsh e Ben Snow - Pearl Harbor

### Miglior montaggio
- Pietro Scalia - Black Hawk Down - Black Hawk abbattuto (Black Hawk Down)
- John Gilbert - Il Signore degli Anelli - La Compagnia dell'Anello (The Lord of the Rings: The Fellowship of the Ring)
- Mike Hill e Dan Hanley - A Beautiful Mind
- Dody Dorn - Memento
- Jill Bilcock - Moulin Rouge!

### Miglior sonoro
- Mike Minkler, Myron Nettinga e Chris Munro - Black Hawk Down - Black Hawk abbattuto (Black Hawk Down)
- Vincent Arnardi, Guillaume Leriche e Jean Umansky - Il favoloso mondo di Amélie (Le Fabuleux destin d'Amélie Poulain)
- Christopher Boyes, Michael Semanick, Gethin Creagh e Hammond Peek - Il Signore degli Anelli - La Compagnia dell'Anello (The Lord of the Rings: The Fellowship of the Ring)
- Andy Nelson, Anna Behlmer, Roger Savage e Guntis Sics - Moulin Rouge!
- Kevin O'Connell, Greg P. Russell e Peter J. Devlin - Pearl Harbor

### Miglior montaggio sonoro
- George Watters II e Christopher Boyes - Pearl Harbor
- Gary Rydstrom e Michael Silvers - Monsters & Co. (Monsters, Inc.)

### Migliore colonna sonora
- Howard Shore - Il Signore degli Anelli - La Compagnia dell'Anello (The Lord of the Rings: The Fellowship of the Ring)
- John Williams - A.I. - Intelligenza artificiale (A.I. Artificial Intelligence)
- John Williams - Harry Potter la pietra filosofale (Harry Potter and the Sorcerer's Stone)
- James Horner - A Beautiful Mind
- Randy Newman - Monsters & Co. (Monsters, Inc.)

### Miglior canzone
- If I Didn't Have You, musica e testo di Randy Newman - Monsters & Co. (Monsters, Inc.)
- Vanilla Sky, musica e testo di Paul McCartney - Vanilla Sky
- May It Be, musica e testo di Enya, Nicky Ryan e Roma Ryan - Il Signore degli Anelli - La Compagnia dell'Anello (The Lord of the Rings: The Fellowship of the Ring)
- Until, musica e testo di Sting - Kate & Leopold
- There You'll Be, musica e testo di Diane Warren - Pearl Harbor

### Miglior documentario
- Un coupable idéal, regia di Jean-Xavier de Lestrade
- Children Underground, regia di Edet Belzberg
- LaLee's Kin: The Legacy of Cotton, regia di Deborah Dickson, Susan Frömke e Albert Maysles
- Promesse (Promises), regia di Carlos Bolado, B.Z. Goldberg e Justine Shapiro
- War Photographer, regia di Christian Frei

### Miglior cortometraggio
- The Accountant, regia di Ray McKinnon
- Copy Shop, regia di Virgil Widrich
- Gregor's Greatest Invention (Gregors größte Erfindung), regia di Johannes Kiefer
- A Man Thing (Meska Sprawa), regia di Slawomir Fabicki
- Speed for Thespians, regia di Kalman Apple

### Miglior cortometraggio documentario
- Thoth, regia di Sarah Kernochan
- Artists and Orphans: A True Drama, regia di Lianne Klapper-McNally
- Sing!, regia di Freida Lee Mock

### Miglior cortometraggio d'animazione
- Pennuti spennati, regia di Ralph Eggleston
- Fifty Percent Grey, regia di Ruairi Robinson e Seamus Byrne
- Give Up Yer Aul Sins, regia di Cathal Gaffney e Darragh O'Connell
- Strange Invaders, regia di Cordell Barker
- Stubble Trouble, regia di Joseph E. Merideth

## Premi speciali

### Premio alla carriera
- Sidney Poitier, in riconoscimento alle incredibili doti come artista e come essere umano.
- Robert Redford, attore, regista, produttore, creatore del Sundance, un'ispirazione per gli indipendenti e innovativi registi di ogni parte del mondo.

### Premio umanitario Jean Hersholt
- Arthur Hiller